# Biserica romano-catolică din Fălticeni

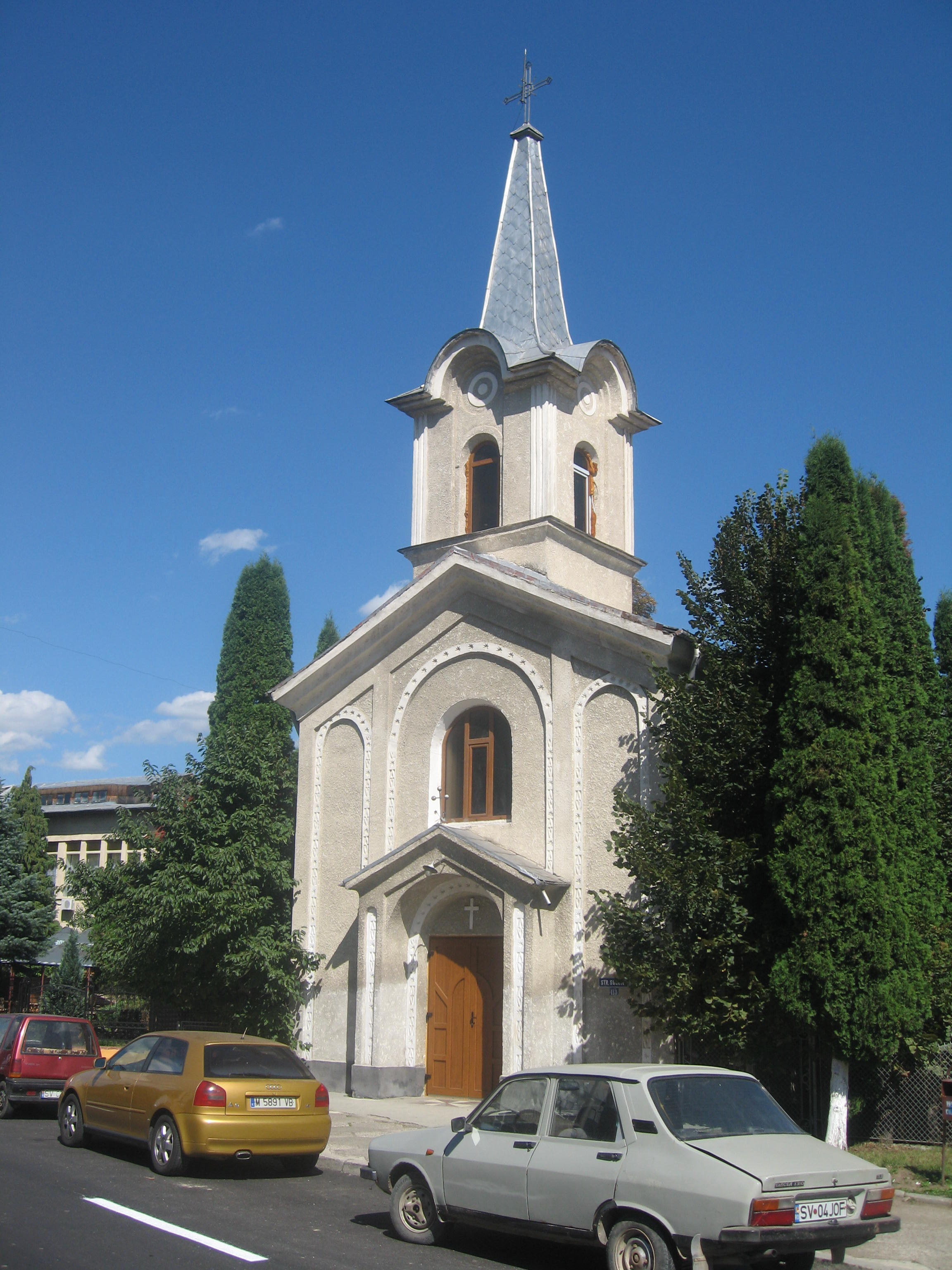
Biserica romano-catolică din Fălticeni

Biserica „Sfântul Anton de Padova” din Fălticeni este o biserică romano-catolică construită în anul 1858 în orașul Fălticeni din județul Baia (azi în județul Suceava). Ea se află pe str. Libertății nr. 2 (anterior str. Sucevei nr. 113), în centrul orașului, lângă Colegiul Național „Nicu Gane”.

## Istoric
Prima atestare a unei comunități romano-catolice la Fălticeni datează dintr-o scrisoare din 1840 a episcopului Paul Sardi, vizitator apostolic în Moldova (1843-1848), în care acesta își exprimă dorința de a întemeia o parohie pentru cele 40 de familii romano-catolice. Conform evidențelor, comunitatea avea în 1850 un număr de aproximativ 100 de credincioși. Biserica romano-catolică din Fălticeni a fost construită în anul 1858 cu sprijinul agentului consular al Austriei la Fălticeni, dr. Ignatz Diakonowitz.  Numărul de credincioși a fost dintotdeauna unul mic, dar cu o tradiție veche. 
Preoții care au activat aici au fost preoți extrabugetari, printre ei aflându-se și pr. dr. Petru Pal (iunie 1936 - octombrie 1937).
Comunitatea romano-catolică din Fălticeni a fost ridicată la rangul de parohie abia în anul 1950. Parohia „Sf. Anton de Padova” din Fălticeni a avut ca filială, în perioada 1945-1965, comunitatea romano-catolică din Pașcani. Comunitatea avea în anul 1995 în îngrijire spirituală un număr de 102 familii cu 257 credincioși.
În perioada 10-11 august 2002, episcopul Petru Gherghel de Iași s-a aflat într-o vizită pastorală în Parohia Fălticeni, a celebrat o liturghie pontificală în biserica parohială și încă una în filiala Dumbrava, unde au venit și credincioșii romano-catolici din Cornu Luncii, a vizitat casa parohială și casa pentru surori și oaspeți și s-a întâlnit cu membrii comitetului bisericesc. 
La 1 septembrie 2006 a fost numit ca paroh pr. Mihai Iștoc. Acesta a fost instalat ca paroh la 3 septembrie, de către pr. Ștefan Babiaș, decan de Bucovina și delegat al episcopului Petru Gherghel. 
La începutul secolului al XXI-lea, situația enoriașilor parohiei a fost următoarea:
- 2002 - 93 familii cu 250 de credincioși [3]
- 2010 - 73 familii cu 201 credincioși

În prezent, Parohia „Sf. Anton de Padova” din Fălticeni are patru filiale, dintre care două filiale cu biserică (Cornu Luncii - cu Biserica „Regina Sfântului Rozariu”, datând din 1862, și Dumbrava - cu Biserica „Sf. Ioachim și Ana”, datând din 1936) și două filiale fără biserică (Dolhasca și Sasca).
În această biserică sunt celebrate zilnic liturghii, în filiala Dumbrava se celebrează slujbe marțea și duminica, precum și în prima vineri din lună și de sărbători, iar în filiala Cornu Luncii marțea și și în prima vineri din lună, precum și de sărbători.

## Preoți
La această biserică au slujit următorii preoți-parohi: 
- pr. dr. Petru Pal (n. 13/24 iulie 1872, Pildești, județul Roman - d. 31 ianuarie 1943, Iași) - A urmat cursurile Seminarului „Sf. Iosif” din Iași (1887-1894), fiind sfințit preot la 29 septembrie/11 octombrie 1895, la Iași, de către episcopul Dominic Jaquet. A fost primul preot indigen care a absolvit cursurile Seminarului din Iași. A urmat apoi studii de specializare la Colegiul „Germanicum-Hungaricum” din Roma (1898-1900), obținând titlul de doctor în filozofie la Academia „Sfântul Toma de Aquino” și doctor în teologie la Institutul „Sant'Apollinare”, iar mai târziu a urmat cursuri de specializare la Universitatea Fribourg (Elveția) (1902-1903), obținând titlul de doctor în litere și filozofie, echivalat în anul 1906 de Universitatea București. A activat ca profesor la Colegiul „Cipariu” din Iași (1894-1898, 1900-1902), spiritual la Institutul de Fete „Notre Dame de Sion” din Iași (1900-1902) și paroh de Răchiteni (august 1903 - septembrie 1905). A fost numit episcop de Iași la 14 martie 1904, dar, la 30 august, Sfântul Scaun a revocat numirea, considerând-o drept inoportună. Relația sa cu autoritatea bisericească s-a deteriorat, iar Petru Pal s-a retras de la conducerea Parohiei Răchiteni, activând ca vicar la Bârgăuani (1905-1906) și preot fără atribuții pastorale la Săbăoani (1906-1907). A renunțat la activitatea pastorală, lucrând ca profesor de italiană la Bârlad (1907) și de limba germană la Craiova (1907), Constanța (1908-1909) și la Școala Superioară de Comerț din Iași (1910-1937), de unde s-a pensionat. Pentru scurte perioade, a primit și unele însărcinări pastorale: paroh la Pașcani (24 mai 1933 - ), paroh extrabugetar de Fălticeni (iunie 1936 - octombrie 1937) și paroh de Valea Seacă (noiembrie 1937 - sfârșitul anului 1941). De asemenea, a fost redactor la revista Lumina creștinului (martie 1936 - noiembrie 1937). După pensionare, s-a stabilit la Valea Seacă (1937-1941) și apoi la Seminarul „Sf. Iosif” (1941-1943). A decedat la Iași la 31 ianuarie 1943, fiind înmormântat în Cimitirul Eternitatea. A fost deshumat la 5 aprilie 1994 și înmormântat în cimitirul din Pildești.
- pr. Dumitru Pascal, OFMConv. (n. 21 martie 1916, Huși - d. 12 februarie 1992, Fălticeni) - A absolvit Seminarul franciscan din Hălăucești și Academia Teologică „Sf. Bonaventura” din Luizi-Călugăra. A fost hirotonit preot la 11 mai 1941 de către episcopul Mihai Robu, activând apoi în parohiile greco-catolice Deliu și Drăgești din Transilvania. În anul 1948 a adoptat o poziție de rezistență față de politica regimului comunist de lichidare a Bisericii Greco-Catolice. Începând din 1948 a activat în diverse parohii romano-catolice din Moldova (Pustiana, Hălăucești, Berzunți, Fălticeni, Bălușești, Călugăreni, Adjudeni, Traian - Neamț și Fărcășeni). A fost urmărit de Securitate, fiind arestat la 11 noiembrie 1952 și condamnat de Tribunalul Militar Oradea la șase ani de închisoare pentru delictul de "agitație publică". Și-a ispășit pedeapsa pe șantierul Barajului de la Bicaz. A fost grațiat de restul pedepsei în 1955, dar a fost arestat din nou la 29 octombrie 1958 și condamnat de Tribunalul Militar Timișoara, prin Sentința nr. 45/27 ianuarie 1959, la 12 ani de închisoare pentru delictul de „favorizarea infractorului” și la 8 ani de închisoare pentru delictul de „uneltire contra ordinii sociale”. Motivul real al arestării l-a constituit faptul că ar fi acordat ajutor bănesc unui preot (Petru Anca) fugar la acea dată. Recursul său a fost respins prin Decizia nr. 394/1959 a Tribunalului Militar Cluj. A fost încarcerat la penitenciarele Bacău (1959-1963) și Jilava (1963-1964). A fost grațiat de restul pedepsei prin Decretul Consiliului de Stat al RPR nr. 411/31 iulie 1964. După eliberare, a fost „supravegheat informativ” de către Securitate, timp de 25 ani. A activat ca paroh la Traian - Neamț (în 1972, pentru 6 luni). A fost pensionat în anul 1984, continuând să fie urmărit de Securitate pentru faptul că menținea legături cu preoți catolici din străinătate. A decedat la 12 februarie 1992 la Fălticeni, fiind înmormântat la Hălăucești.
- pr. Anton Farțade, OFMConv. (n. 2 ianuarie 1928, Luizi-Călugăra, județul Bacău - d. 5 iulie 2010, Nisiporești, județul Neamț) - A urmat Școala elementară în satul natal, apoi a urmat studii la Gimnaziul Franciscan din Hălăucești (1941-1942), de unde s-a transferat la Seminarul din Hălăucești (1942-1948), nereușind să-și finalizeze studiile din cauza faptului că seminarul s-a închis în 1948. Și-a încheiat studiile liceale în anul 1950 la Liceul „Ferdinand” din Bacău. A lucrat apoi ca învățător suplinitor la Luizi-Călugăra (1950-1951). În anul 1951 s-a înscris la Școala Superioară Pedagogică din București, de unde și-a retras actele în anul 1952, când a intrat la Institutul Teologic Romano-Catolic din Alba Iulia. A intrat în cadrul Ordinului Fraților Minori Conventuali (OFMConv.), făcând profesiunea simplă la 17 octombrie 1955 și profesiunea solemnă la 18 septembrie 1958. A fost sfințit preot la 5 octombrie 1958, în Catedrala din Alba-Iulia, de către episcopul Áron Márton. A activat ca vicar la Pustiana (29 octombrie 1958 - 1962), apoi paroh la Pustiana (1962 - 26 noiembrie 1972), Traian (Neamț) (26 noiembrie 1972 - 1986) și Fălticeni (1986 - 1 septembrie 1990), vicar parohial la Prăjești (1 septembrie 1990 - 1 octombrie 1991). La 1 octombrie 1991 a primit obediență pentru comunitatea din Nisiporești. A decedat la Nisiporești la 5 iulie 2010, fiind înmormântat la Luizi-Călugăra.
- pr. Anton Egner (n. 5 august 1956, Sighișoara, județul Mureș) - A absolvit Școala Generală de 10 clase la Rădăuți (1973), Școala de Cantori din Iași (1977) și Institutul Teologic Romano-Catolic „Sf. Iosif” din Iași (1983). A fost sfințit preot la 29 iunie 1983, la Iași, de către episcopul Antal Jakab. A activat ca vicar la Săbăoani (1983-1985), Cleja (1985-1986) și Barticești (1986-1990), paroh la Fălticeni (1990-1996), Vatra Dornei (1996-2007), fără numire la Parohia „Sf. Cruce” din Bacău (2007 - 31 august 2009), paroh la Ciugheș (1 septembrie 2009 -).
- pr. Ioan Lungu (n. 6 aprilie 1953, Gherăești, județul Neamț) - A absolvit Școala generală de 8 clase la Gherăești (1968) și apoi Școala Profesională de Chimie din Piatra Neamț (1971), obținând calificarea de operator chimist. A lucrat apoi la Combinatul de Îngrășăminte Azotoase Piatra Neamț (1971-1973), a efectuat serviciul militar obligatoriu în perioada 26 iunie 1973 - 14 noiembrie 1974, după care a lucrat din nou la combinat (27 noiembrie 1974 - 4 octombrie  1976). În anul 1976 s-a înscris la Liceul seminarial din Iași, ale cărui cursuri le-a absolvit în 1979, și apoi la Institutul Teologic Romano-Catolic „Sf. Iosif” din Iași (absolvit în 1984). A fost sfințit preot la 29 iunie 1984, la Iași, de către episcopul Lajos Balint. A activat ca vicar la Barticești (1 august 1984 - 14 decembrie 1985) și Dărmănești (15 decembrie 1985 - 31 mai 1988), paroh la Corhana (1 iunie 1988 - 1 iunie 1996), Fălticeni (2 iunie 1996 - 31 august 2006), Mircești (1 septembrie 2006 - 31 august 2012) și Vatra Dornei (1 septembrie 2012 - ).
- pr. Mihai Iștoc (n. 5 august 1963, Gherăești, județul Neamț) - A absolvit Școala Generală de 8 clase la Gherăești (1977), Liceul Economic și de Drept Administrativ nr. 3 din București (1981) și Institutul Teologic Romano-Catolic „Sf. Iosif” din Iași (1993). A fost sfințit preot la 29 iunie 1993, la Bacău, de către episcopul Petru Gherghel. A activat ca vicar la Parohia „Sf. Anton” din Huși (1 august 1993 - 30 iulie 1995) și la Tămășeni (1 august 1995 - 25 martie 1998), apoi paroh la Bârgăuani (25 martie 1998 - 20 iunie 2005), detașat pentru pastorație la Torino, Italia (1 septembrie 2005 - 1 martie 2006), paroh la Fălticeni (1 septembrie 2006 -).

Din comunitatea romano-catolică din Fălticeni provin preoții Johann Proschinger (n. 1925) și Silvestru Borșa, OFMConv. (n. 1973).

## Imagini

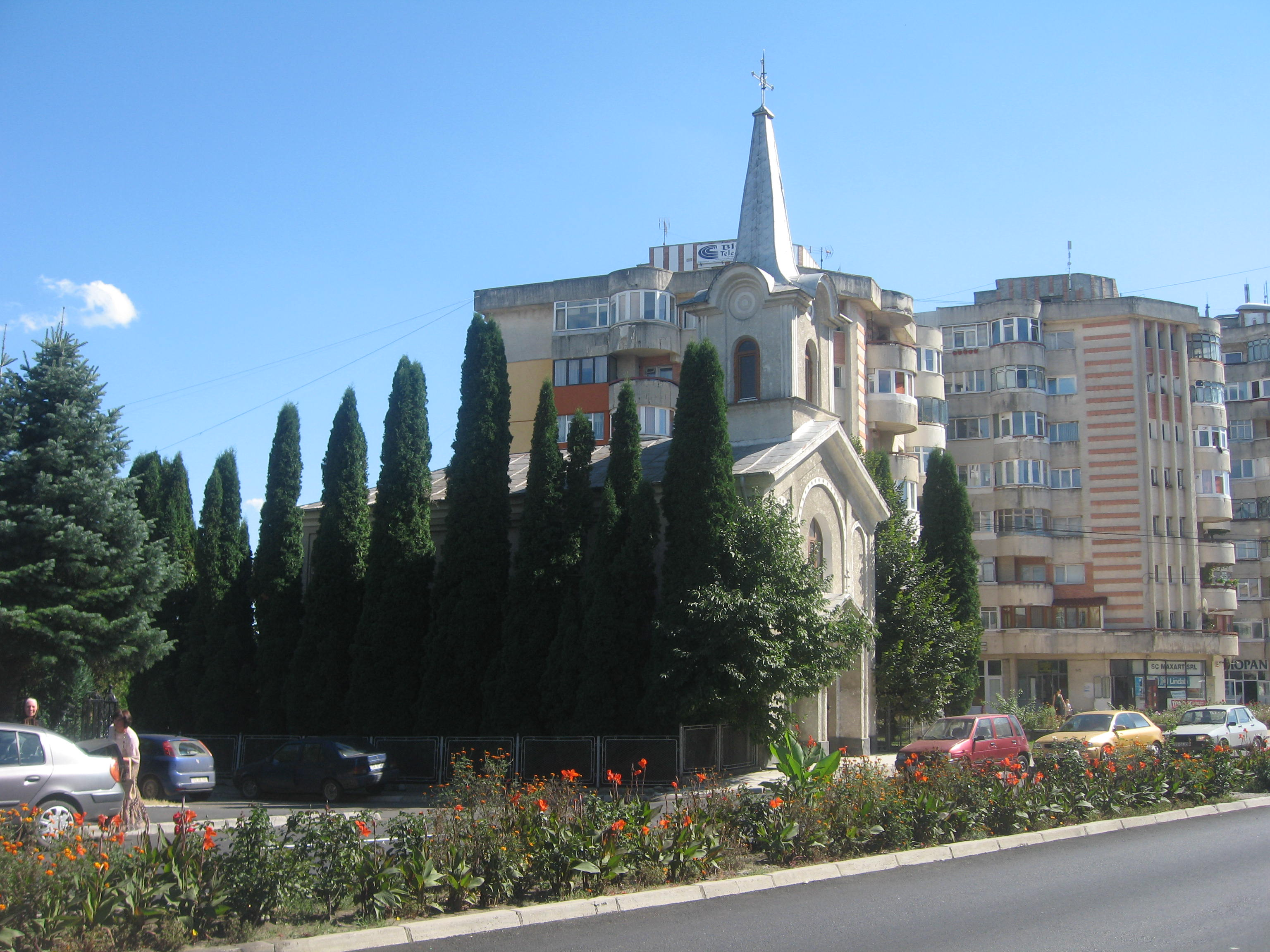
Biserica romano-catolică din Fălticeni
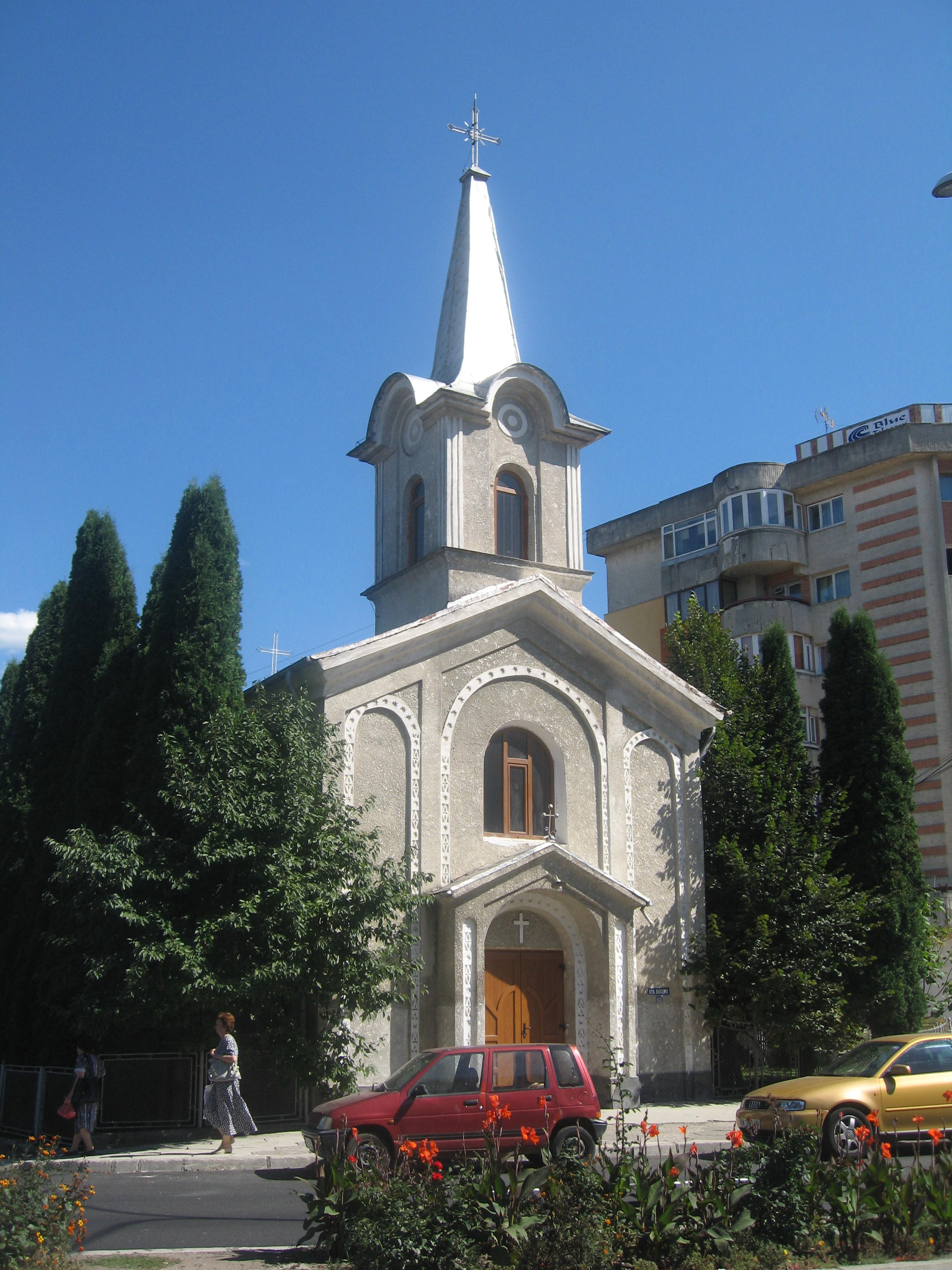
Biserica romano-catolică din Fălticeni
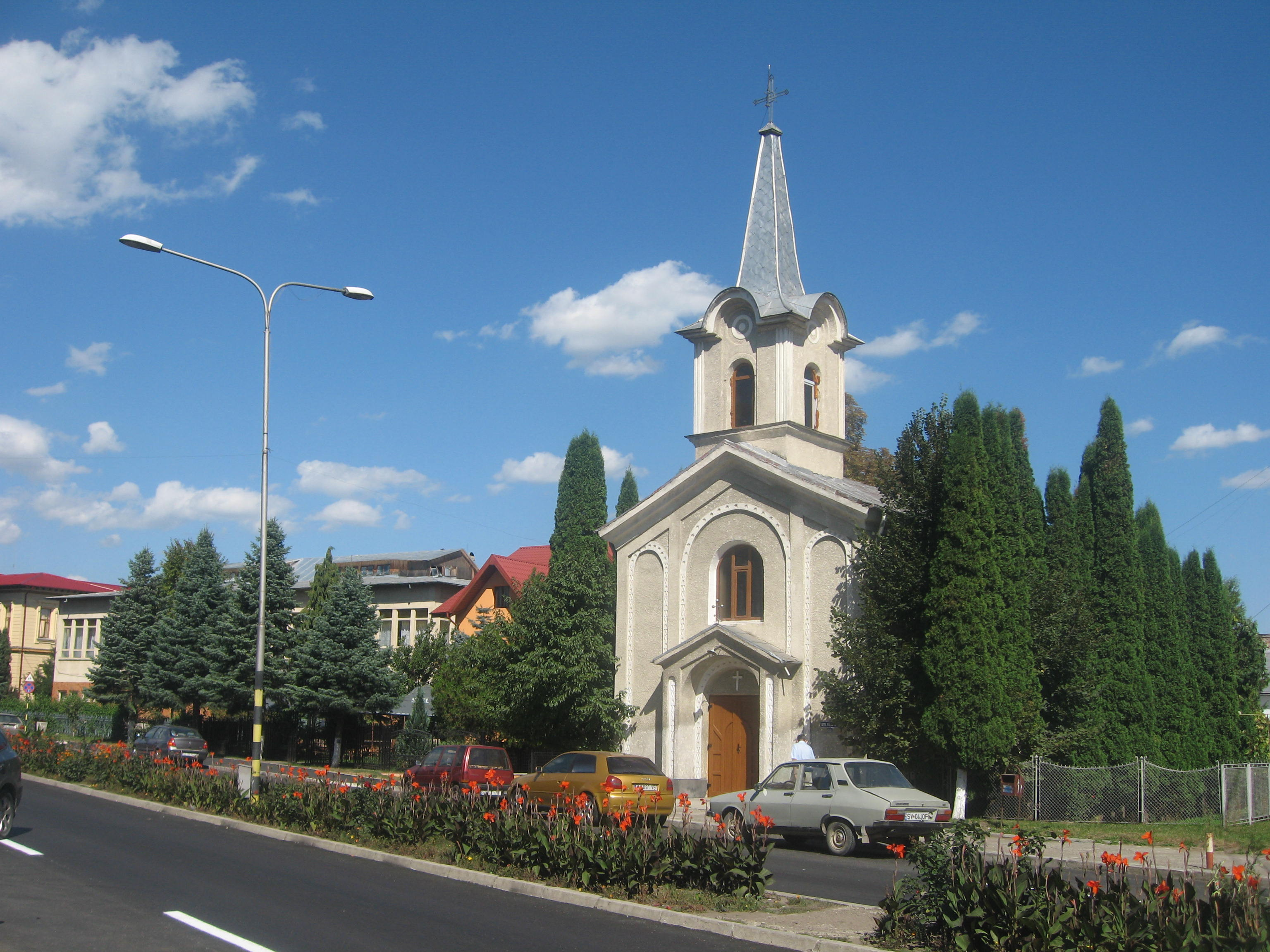
Biserica romano-catolică din Fălticeni
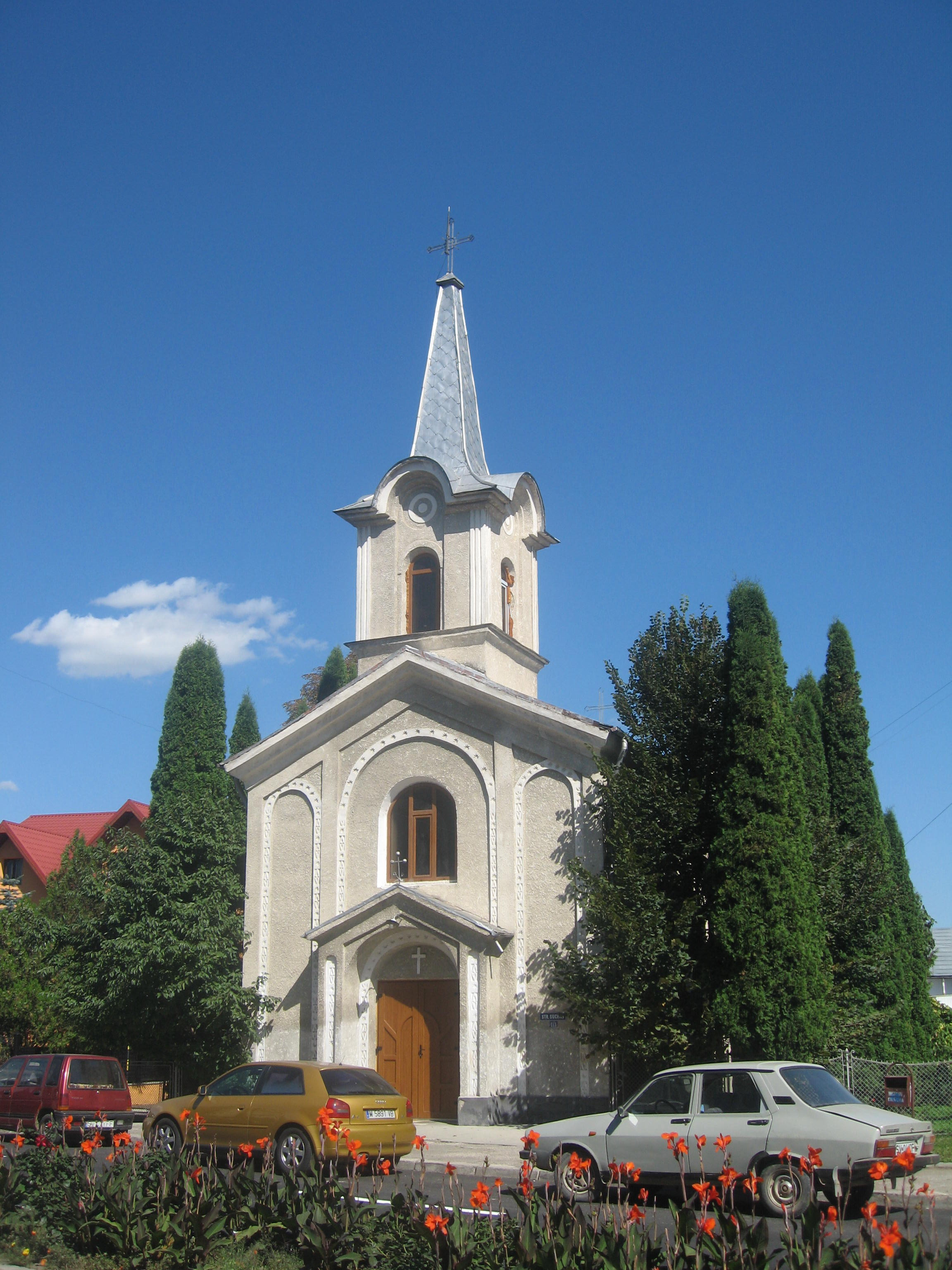
Biserica romano-catolică din Fălticeni
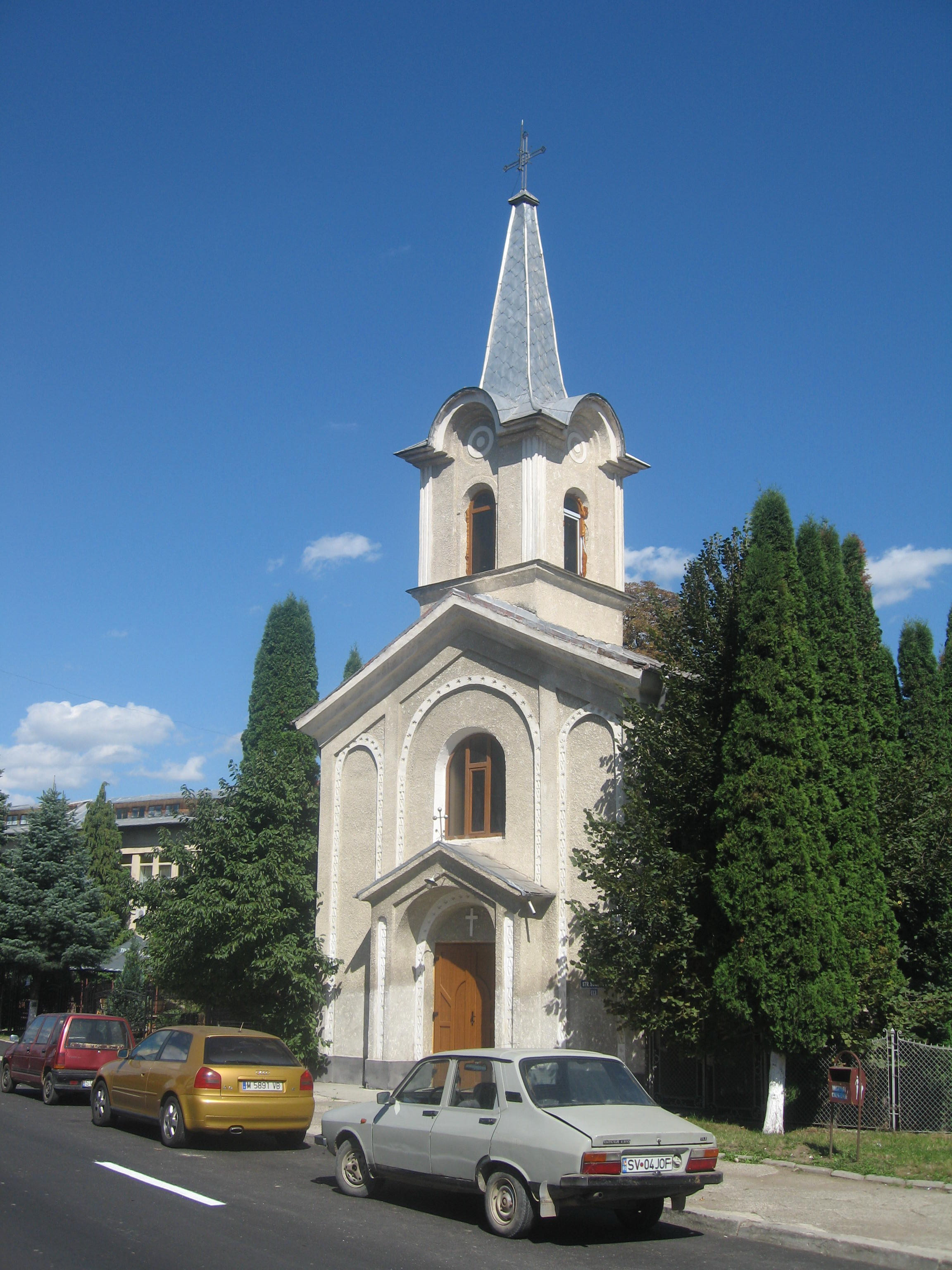
Biserica romano-catolică din Fălticeni
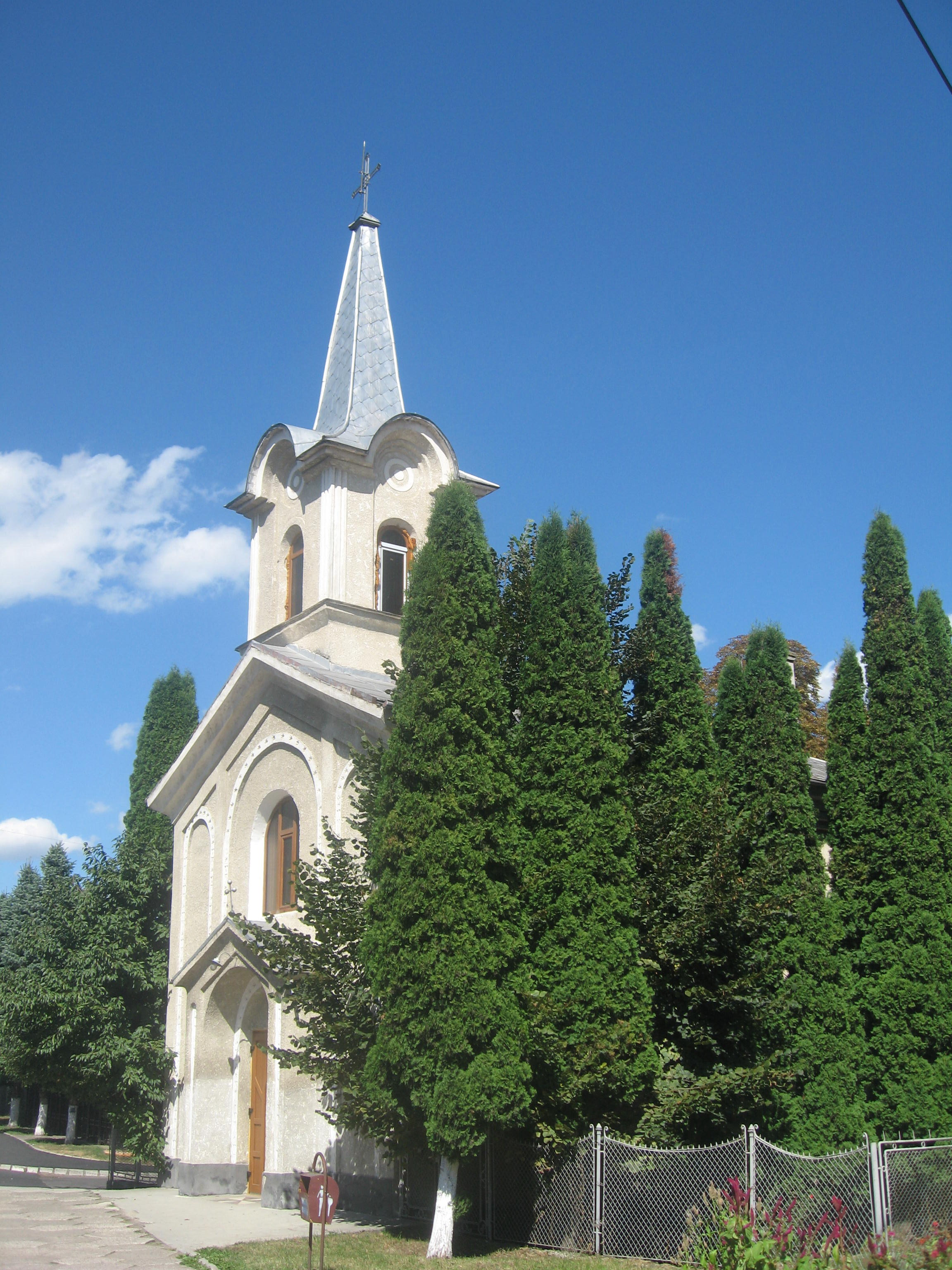
Biserica romano-catolică din Fălticeni
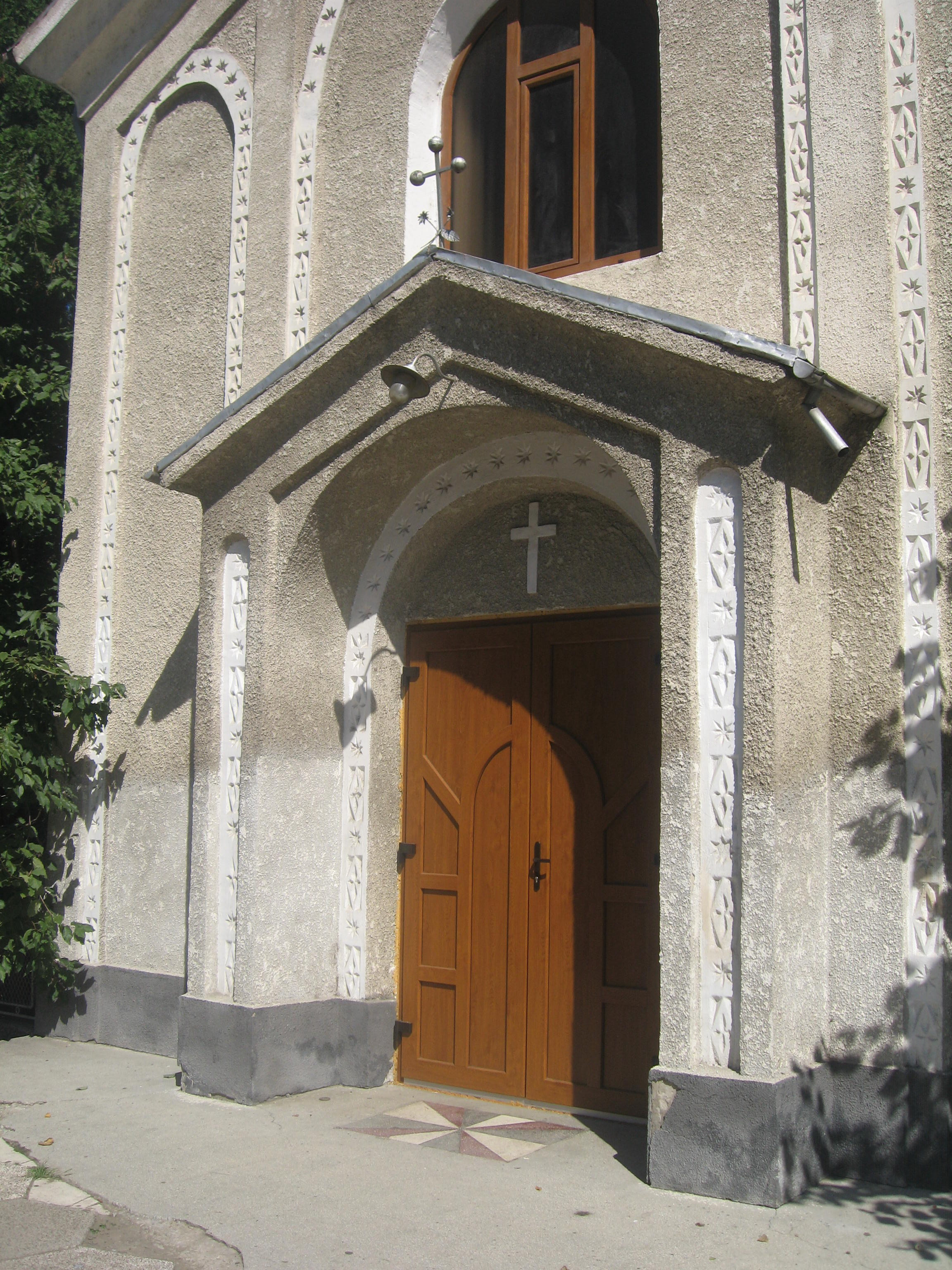
Portalul de intrare
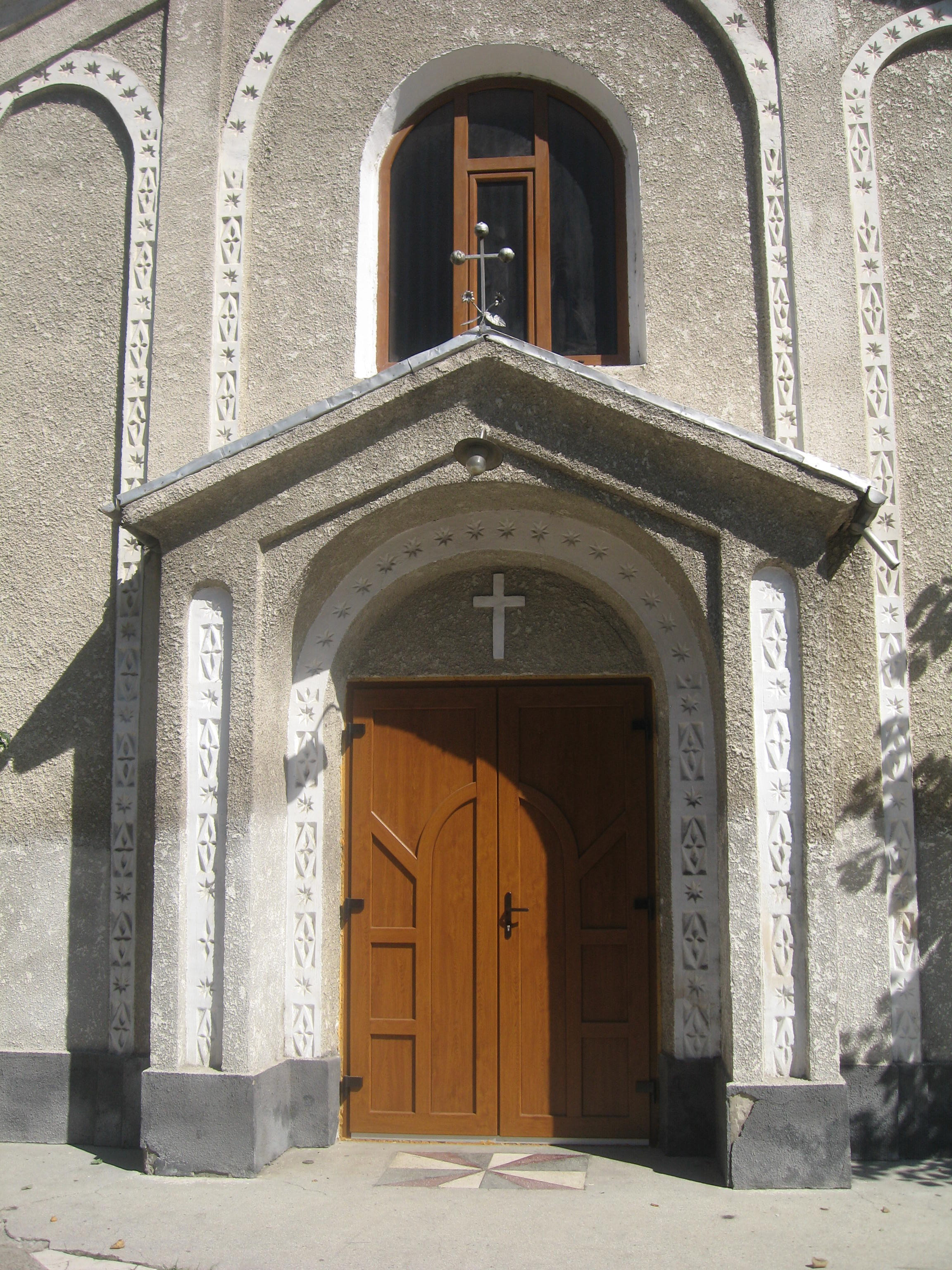
Portalul de intrare